# Гаврил Стоянов
Гаврил Стоянов (9 юли 1929 – 6 ноември 2005), известен като Гацо Стоянов, е български футболист и треньор по футбол. Играе на поста дефанзивен полузащитник.

## Кариера
През есента на 1948 година играе за отбора на „Бенковски-Спортист“-Видин. Дългогодишен футболист на ЦСКА (1949-1960). Има 168 мача и 3 гола в А група. 10-кратен шампион на България с ЦСКА. Има 32 мача с фланелката на А националният отбор, 14 мача с Б отбора. Бронзов медалист от игрите в Мелбърн през 1956 година.
Като треньор в България води Ботев (Пловдив), Бдин и Миньор (Перник), чужбина тренира Омония, Линц от Австрия и мароканският Спортив.
Заслужил майстор на спорта, заслужил треньор и почетен гражданин на София
В периода 1996-2005 работи като съветник на президента на БФС Иван Славков.
Почива на 5 ноември 2005 в София.